# Couvent de la Charité de Bayeux
Pour les articles homonymes, voir Couvent de la Charité.
Le couvent de la Charité est un édifice situé à Bayeux, dans le département français du Calvados, en France.

## Localisation
Le monument est situé 1 rue de Cabourg et rue du marché.

## Historique
Le couvent est créé en 1652 par deux moniales issues du protestantisme afin de « lutter contre la pauvreté, le libertinage et l'hérésie ».
Une chapelle est édifiée en 1706-1708.
L'édifice est protégé de façon différenciée : L'escalier intérieur en bois est classé au titre des Monuments historiques depuis le 11 février 1972. Les façades et les toitures sont inscrites par arrêté de la même date.
L'édifice est désormais le siège de Bayeux Intercom.

## Architecture
L'édifice est construit en calcaire.
Il s'organise autour de magnifiques escaliers.

Le couvent en 2012
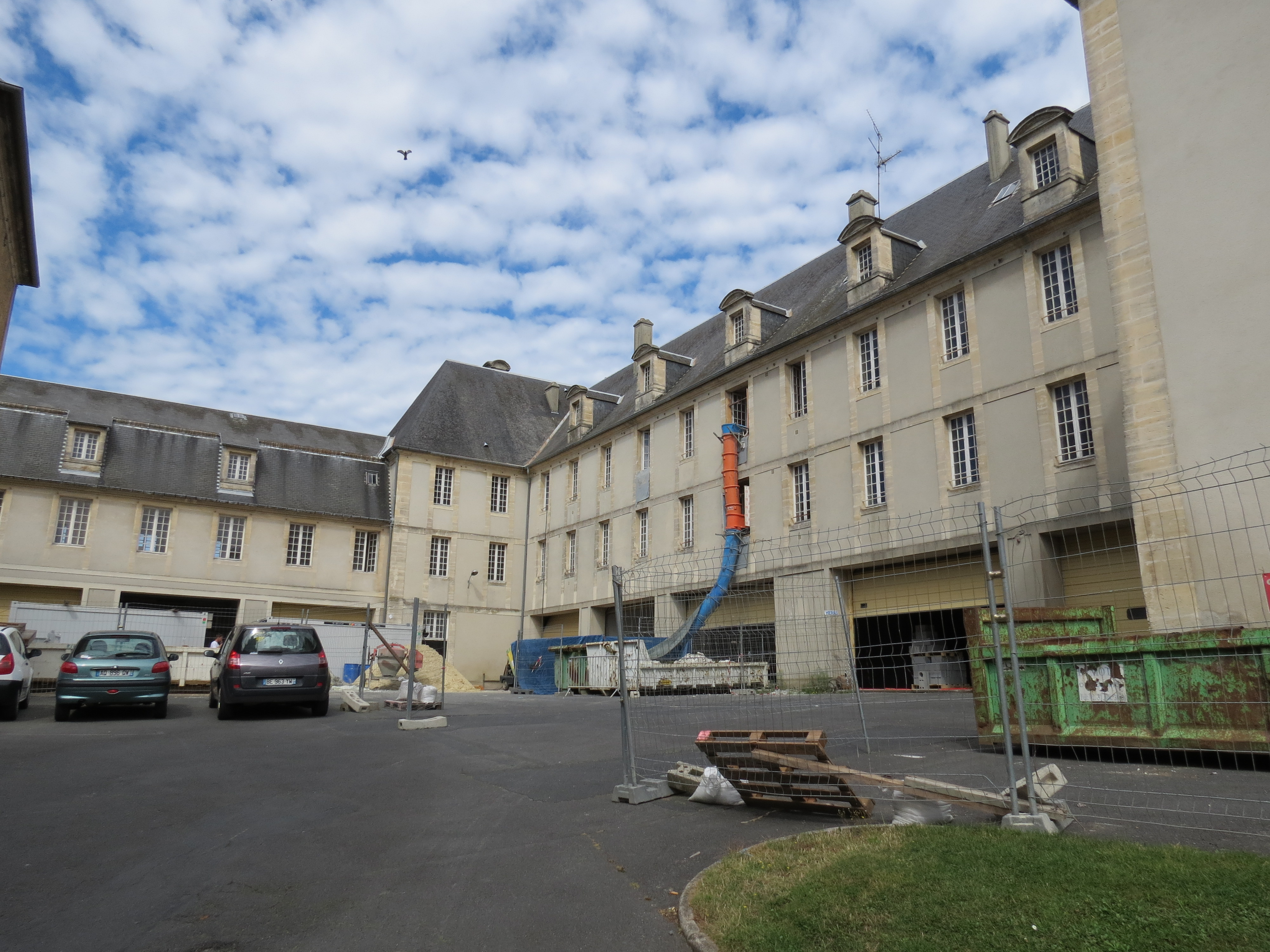
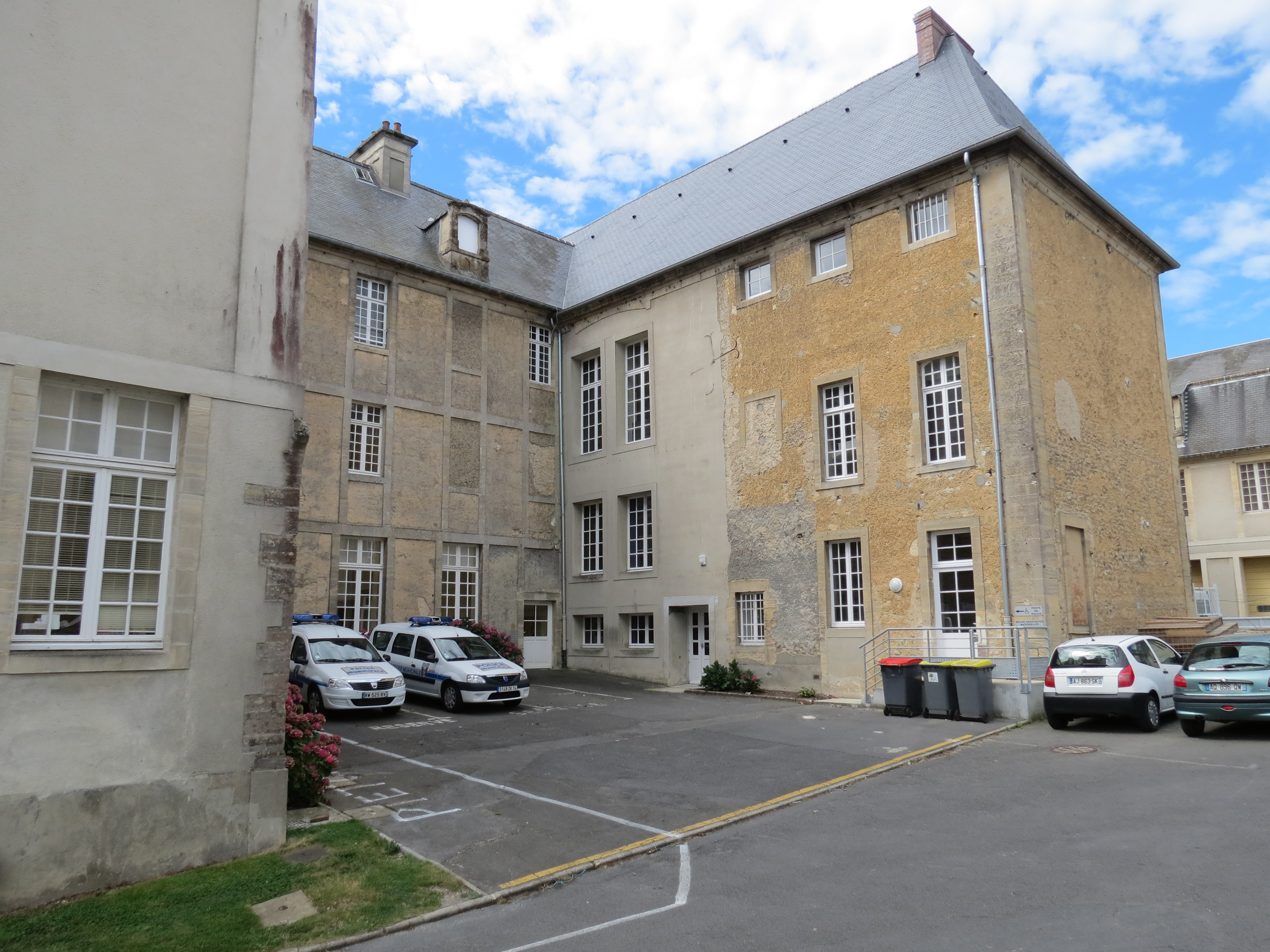